# 大垣市立南中学校
大垣市立南中学校（おおがきしりつ みなみちゅうがっこう）は、岐阜県大垣市南頬町に所在する公立中学校。
建物は住所の南頬町だが、校舎の一部および校庭は美和町にある。
大垣市民病院内に、病弱特別支援学級「こぶし学級・中学部」を設置している。

## 沿革
- 1947年（昭和22年） - 旧大垣国民学校を南中学校とし高等科1.2年終了生、南小学校終了生を収容、中川小学校より3年19名、2年62名を受け入れ。
- 1949年（昭和24年） - 安井小学校校下禾森、東前、大井、犬ケ淵、新田、築捨の各町を本校校下に編入。
- 1968年（昭和43年） - 江並中学校発足による学区変更により新田、築捨の両町を校区より割愛。
- 1971年（昭和46年） - 
  - 新田町のうち、国道258号線以西の江並中の通学区域を本校校下に編入。
  - 築捨町のうち、国道258号線以西で市道築捨割田線以北の江並中通学区域を本校校下に編入。
- 1988年（昭和63年） - 大垣市民病院内に、病弱特別支援学級「こぶし学級・中学部」を開設。
- 2015年（平成27年） - 2015年 第58回岐阜県優秀校表彰受賞。

## 学校の教育目標
真心をもって生きる～かしこく・うるわしく・たくましく～

## 学校行事
- 文化の集い
- 修学旅行
- 宿泊研修
- 体育大会
- 中体連
- 伝統を引き継ぐ会

## 部活動
- 剣道部
- サッカー部
- ソフトテニス部
- 卓球部
- 軟式野球部
- ハンドボール部
- バスケットボール部
- バドミントン部
- バレーボール部
- 合唱部
- 美術部
- 陸上競技（部としては存在しないが、大会前に寄せ集めて出場する形式をとる）

## 通学区域[1]
南中学校、東中学校、江並中学校の一部の通学区域は特別区域に指定されている。希望があればこれらの中学校から選択が可能である。
- 禾森町4丁目、5丁目、6丁目
- 新田町3丁目、4丁目、5丁目
- 今岡町1丁目、2丁目
- 田町1丁目、2丁目、3丁目、4丁目
- 船町1丁目
- 俵町
- 竹島町
- 新町1丁目、2丁目
- 南高橋町2丁目、3丁目
- 南頬町1丁目（144の1、145、146、147の1、148の1、149の1、167の1、168、169の1、185の2、185の4、186の1、186の2、186の4、187の1から187の4、188、189の1、189の2、195の1から195の3を除く）、2丁目、3丁目、4丁目（59の1、60から62の1、62の3から62の6を除く）
- 寺内町1丁目、2丁目、3丁目、4丁目、5丁目
- 世安町1丁目、2丁目、3丁目、4丁目
- 大池町
- 二葉町1丁目、2丁目、3丁目（1から4、16から19）
- 羽衣町1丁目、2丁目、3丁目（1から3、15から17の2）
- 恵比寿町1丁目、2丁目、3丁目（1、2、12から15）
- 花園町1丁目、2丁目、3丁目（1から3、10、11)
- 美和町

### 特別区域
- 本来は南中学校の通学区域だが、東中学校、江並中学校への選択も可能な区域
  - 東前町
  - 東前1丁目、2丁目、3丁目、4丁目、5丁目
  - 大井1丁目、2丁目、3丁目、4丁目
  - 禾森1丁目、禾森町2丁目、3丁目
  - 犬ケ渕町
  - 南頬町1丁目（144の1、145、146、147の1、148の1、149の1、167の1、168、169の1、185の2、185の4、186の1、186の2、186の4、187の1から187の4、188、189の1、189の2、195の1から195の3）、4丁目(59の1、60から62の1、62の3から62の6）
  - 田口町

- 本来は東中学校の通学区域だが、南中学校、江並中学校への選択も可能な区域
  - 二葉町3丁目（5から15）、4丁目、5丁目、6丁目、7丁目、8丁目
  - 羽衣町3丁目（4から14）、4丁目、5丁目、6丁目、7丁目、8丁目
  - 恵比寿町3丁目（3から11、16）
  - 恵比寿町北4丁目、5丁目、6丁目、7丁目、8丁目
  - 恵比寿町南4丁目、5丁目、6丁目、7丁目、8丁目
  - 花園町3丁目（4から9）、4丁目、5丁目、6丁目、7丁目、8丁目
  - 長井町
  - 江崎町
  - 長沢町1丁目、2丁目、3丁目、4丁目、5丁目、6丁目、7丁目、8丁目、9丁目、10丁目
  - 安井町1丁目、2丁目、3丁目、4丁目、5丁目、6丁目、7丁目
  - 新長沢町1丁目、2丁目、3丁目、4丁目、5丁目
  - 寿町
  - 小泉町
  - 直江町
  - 南頬町5丁目

- 本来は江並中学校の通学区域だが、東中学校、南中学校への選択も可能な区域
  - 築捨町1丁目、2丁目、3丁目、4丁目、5丁目
  - 新田町1丁目、2丁目
  - 問屋町

## 進学前小学校
- 南小学校
- 安井小学校通学区域の一部（東前町、東前1丁目、2丁目、3丁目、4丁目、5丁目、大井1丁目、2丁目、3丁目、4丁目、禾森1丁目、禾森町2丁目、3丁目、犬ケ渕町、南頬町1丁目（144の1、145、146、147の1、148の1、149の1、167の1、168、169の1、185の2、185の4、186の1、186の2、186の4、187の1から187の4、188、189の1、189の2、195の1から195の3）、4丁目（59の1、60から62の1、62の3から62の6）、田口町）

### 特別区域
- 希望があれば南中学校への選択も可能。
  - 安井小学校通学区域の一部（二葉町3丁目（5から15)、4丁目、5丁目、6丁目、7丁目、8丁目、羽衣町3丁（4から14）、4丁目、5丁目、6丁目、7丁目、8丁目、恵比寿町3丁目（3から11、16）、恵比寿北4丁目、5丁目、6丁目、7丁目、8丁目、恵比寿町南4丁目、5丁目、6丁目、7丁目、8丁目、花園町3丁目（4から9）、4丁目、5丁目、6丁目、7丁目、8丁目、長井町、江崎町、長沢町1丁目、2丁目、3丁目、4丁目、5丁目、6丁目、7丁目、8丁目、9丁目、10丁目、安井町1丁目、2丁目、3丁目、4丁目、5丁目、6丁目、7丁目、新長沢町1丁目、2丁目、3丁目、4丁目、5丁目、寿町、南頬町5丁目）

## 校区内の主な施設
- 大垣市立南小学校
- 岐阜県立大垣東高等学校
- 大垣市民病院
- 大垣市浄化センター
- 南公園

## アクセス
- 名阪近鉄バス輪之内線、海津線、羽島線、岐垣線、赤坂線、大垣大野線、荒尾線、稲葉線、荒崎線、大垣多良線「東高口」バス停より徒歩約2分。

## 関係者
- 雨森文也
- 黒澤吉徳